# Nepenthes gracillima
Nepenthes gracillima Ridl., 1969 è una pianta carnivora della famiglia Nepenthaceae, endemica della Malaysia Peninsulare, dove cresce a 1600–1700 m.

## Conservazione
La Lista rossa IUCN classifica Nepenthes gracillima come specie a rischio minimo (Least Concern).